# Crinia pseudinsignifera
A Crinia pseudinsignifera a kétéltűek (Amphibia) osztályának békák (Anura) rendjébe, a Myobatrachidae családba, azon belül a Crinia nembe tartozó faj.

## Előfordulása
Ausztrália endemikus faja. Ausztrália Nyugat-Ausztrália államának délnyugati szegletében honos. Elterjedési területének mérete nagyjából 308 700 km².

## Megjelenése
Kis termetű békafaj, testhossza elérheti a 30 mm-t. Háta barna vagy szürke, időnként sötétebb barna vagy fekete hosszanti csíkokkal vagy foltokkal. A szemek között gyakran sötét, háromszög alakú folt található. A lábakon gyakran sötét vízszintes sávok húzódnak. A hasa fehér, barna foltokkal, a torka pedig barna. Pupillája majdnem kerek, a szivárványhártya aranyszínű pettyekkel tarkított. Sem a mellső, sem a hátsó lábán nincs úszóhártya, ujjain nincsenek korongok.

## Életmódja
A párzás a téli hónapokban kezdődik és kora tavaszig tart. A hímek és a nőstények egy vagy két éjszakán át együtt maradnak amplexusban. A petéket egyesével és kis csoportokban rakja le ideiglenes sziklamedencékbe, mocsarakba és patakokba, ahol a sziklák alá vagy a víz alatti növényzethez tapadnak. Az ebihalak testhossza elérheti a 3 cm-t, színük homokszínű arany, sötétbarna vagy szürke, a szemek között gyakran V alakú folt látható. A víztestek alján maradnak, és körülbelül három-négy hónapig tart, amíg békává fejlődnek.

## Természetvédelmi helyzete
A vörös lista a nem fenyegetett fajok között tartja nyilván. Populációja stabil, több védett területen is megtalálható.